# Henry Bauchet
Pour les articles homonymes, voir Bauchet.
Joseph-Gustave-Henri Bauchet, né le 22 avril 1879 à Frévent (Pas-de-Calais) de parents champenois et mort le 19 décembre 1970 à Lyon, est un inventeur, ingénieur motoriste et constructeur automobile français ayant participé et contribué à la grande aventure de l'automobile de la fin du XIXe siècle et du début du XXe siècle, ainsi qu'à l'innovation de l'histoire de l'automobile.
Il fut l'un des premiers titulaire du « certificat de capacité valable pour la conduite d'un automobile à pétrole » (à l'époque au masculin car c'était une contraction de véhicule automobile) daté du 7 avril 1902. Il fut l'un des pionniers de la mécanique automobile et certaines de ses inventions qui se situent aux alentours de l'an 1900, avaient à l'époque de nombreuses années d'avance.

## Présentation du véhicule

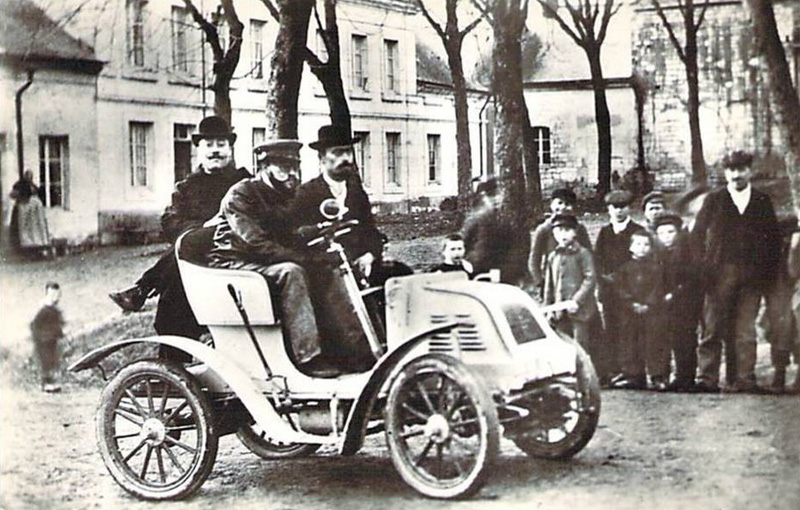
Henry Bauchet au volant de sa voiture (passager à l'avant au côté du client auquel elle avait été vendue)- 5CV Lessieux-Bauchet, Rethel, Ardennes, France, 1900

Ainsi en 1899, à Rethel dans les Ardennes, roulait un véhicule conçu par Henry Bauchet et son collaborateur Charles Schmidt (renvoi sur un théologien alsacien mort en 1895)
Jusqu’alors, les automobiles ressemblaient plus à des calèches aux grandes roues en bois munies d’un moteur placé sous les sièges et d’une espèce de guidon.
La première voiture innovant avec une allure proche de celles que nous connaissons aujourd’hui, avec un moteur sous capot à l’avant, un volant, une caisse et quatre roues métalliques équipées des tout nouveaux pneumatiques inventés en 1891 par les frères Michelin, fut "La Sirène" construite et conçue par Henry Bauchet en 1899.
Première voiture avec prise prise directe, il s'agissait d'un réel prototype de la voiture moderne : moteur de 5 CV à l'avant, deux cylindres en V, refroidissement par air, transmission sans chaîne, boîte de vitesses à pignons baladeurs et prise directe, allumage électrique redécouvert plus tard sous le nom de « Delco ».
Il s'agissait de cette même "Sirène, qui en 1901 participa au Grand Prix de Pau, dont il remporta une course dans la catégorie light cars ou voiturettes, le vainqueur du classement général étant réservé aux heavy cars, ainsi qu'en juin 1901 au Grand Prix Paris-Berlin, conduite par deux pilotes, A.Collin (arrivé en 8e position des voitures légères, et 40e au classement général) et Chevrein (abandon), dans la catégorie voitures légères, soit moins de 650 kg (Light Cars).
Dans la lignée de La Sirène, la Henry Bauchet était une automobile française fabriquée en 1903.
C'était une voiturette 5/8 bicylindre construite à Rethel, qui était vendue directement au public et fut appelée L'Ardennais.

## La compagnie

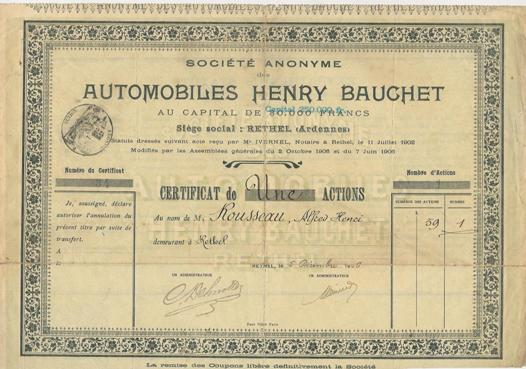
Certificat de propriété d'une action de la SA Automobiles Henry Bauchet (Société des) daté de 1906.

En 1902, l'associé de l'ingénieur Henry Bauchet, Charles Schmidt, rencontrant des difficultés financières, partit en Amérique (ou il allait créer le premier "Packard" modèle G ), Henry Bauchet resté seul constructeur aux commandes de la firme, réunit les fonds nécessaires pour racheter le matériel et continua à construire d'autres Sirènes.

## Usine

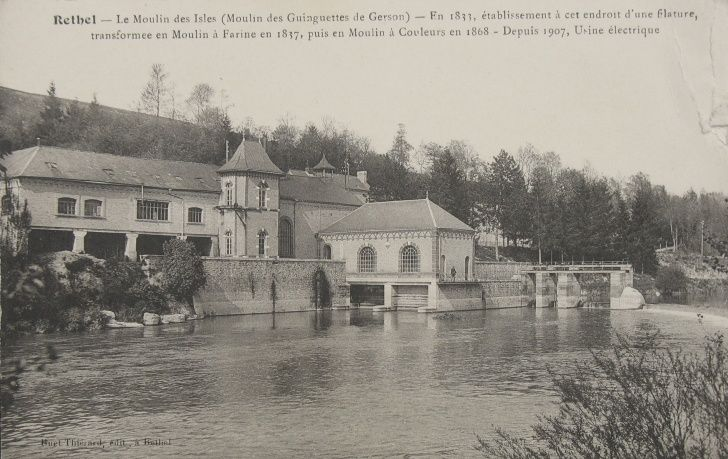
Site de l'usine de construction automobile Henry Bauchet après sa conversion en usine électrique en 1907.

Son usine de Rethel se trouvait 3 chemin du Moulin des Isles, le reste du bâtiment est inscrit au Patrimoine.
Une filature établie en 1833 à cet endroit est transformée en moulin à farine appelé "Moulin des Isles" en 1837, puis en moulin à couleurs en 1868.
En 1904, Henry Bauchet dont la firme Lessieux-Bauchet a été dissoute en 1901, s'installe dans une partie du site en vue de construire de nouvelles voitures. Une centaine de véhicules sortent de l'usine mais la production cesse en 1907 à cause de la concurrence trop importante.
De 1905 à 1907, l'ancien Moulin des Isles est progressivement transformé en usine électrique après son rachat par la Société Anonyme des Usines à Gaz du Nord et de l'Est.
La salle des turbines porte la date de 1905 mais des vues anciennes datées de novembre de cette année montrent que les travaux ne font que débuter, ils ont dû donc être menés sur la partie que la société Bauchet n'occupait pas et l'ensemble a dû été être terminé lors du départ de cette dernière après 1907.
Les canaux qui passaient sous la centrale sont comblés et le bâtiment qui était en retour d'angle accolé à cette dernière a été abattu dans les années 1990.
Le lieu est actuellement reconverti en habitation.

## La «Prise Directe» et le litige avec Renault
Henry Bauchet raconte au journaliste Paul Raphael de Nice-Matin en 1965 :
"En 1903, survint un incident comportant, pour l'avenir de l'automobile, d’importantes conséquences : Louis Renault réclamait la priorité de la " Prise Directe" avec, par la suite, le versement de redevances par tous les constructeurs utilisant ce système.
Or M. Schmidt et moi avions créé la Prise Directe et, afin de le prouver, il nous fallait retrouver les carters de changement de vitesse en bronze portant encore le bossage soudé a l'étain par Charles Schmidt, deux ans plus tôt, pour le passage de l'arbre supérieur.
Mais par suite de la guerre russo-japonaise, le bronze avait atteint des prix très élevés et j'en avait profité pour vendre les fameux carters bronze et les remplacer par des carters aluminium dont l'emploi commençait et qui apportaient, en outre, une sensible économie de poids, 20 à 25 kg par carter.
On courut chez le ferrailleur : il avait envoyé le bronze à la fonderie de Charleville. On arriva chez le fondeur… pour apprendre que les carters venaient de passer au cubilot ! C'était fichu !
La preuve de la priorité de Charles Schmidt ne put être établie et Renault put prélever sur tous les constructeurs le tribut qui contribua à l'édification de sa fortune."

## Le premier tracteur à chenilles et la motorisation agricole

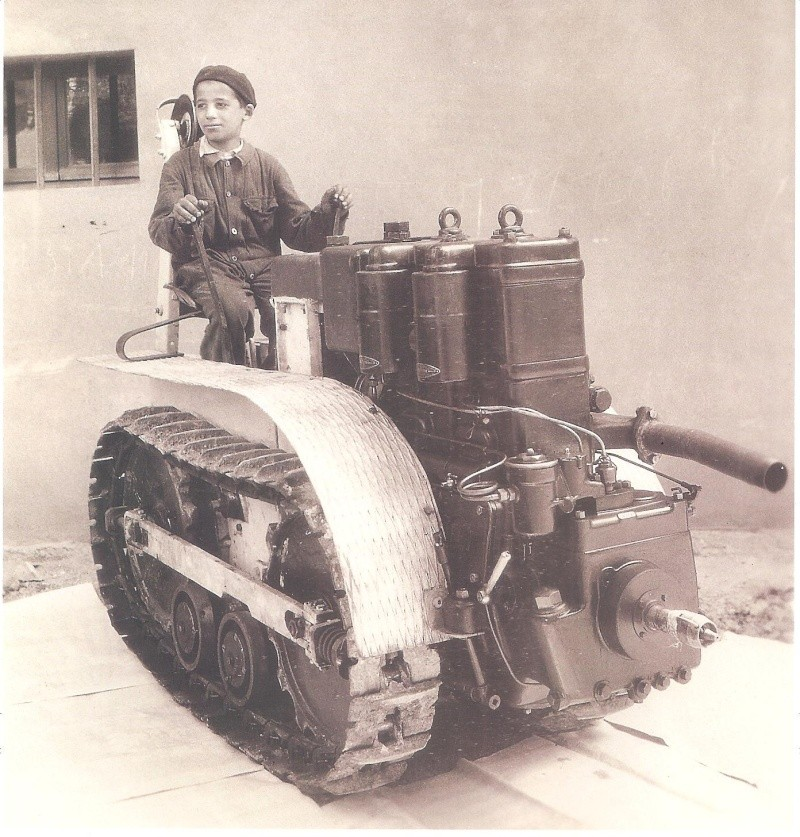
Tracteur à chenilles Henry Bauchet Rethel (Ardennes, France)

En 1907, Henry Bauchet cessa de construire des automobiles. La mode était alors aux voitures à chaines et, ne pouvant se plier à une technique qui ne répondait pas à ses conceptions, l'ingénieur ardennais préféra s'attaquer à la fabrication de moteurs fixes. Cette production, trouvant des applications surtout dans le domaine de l'agriculture, il construisit, deux ans plus tard, en 1909, le premier tracteur à roues.
À la déclaration de guerre, en 1914, il achevait le premier tracteur à chenilles.
Ses modèles étaient dotés de « transdirection » invention brevetée Bauchet, leur permettant une importante souplesse car un équilibre automatique et une taille étroite permettant de passer dans les vignes, modèle commercialisé sous le nom de "vitichenille". Comme il le disait lui-même « la conduite en était si facile qu'un enfant pouvait le faire ! » arguments repris lors de la photo réalisée pour une publicité ou publication de ses tracteurs agricoles.

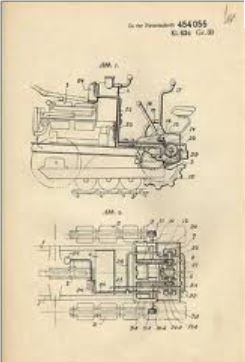
Schéma tracteur Bauchet, Rethel, Ardennes
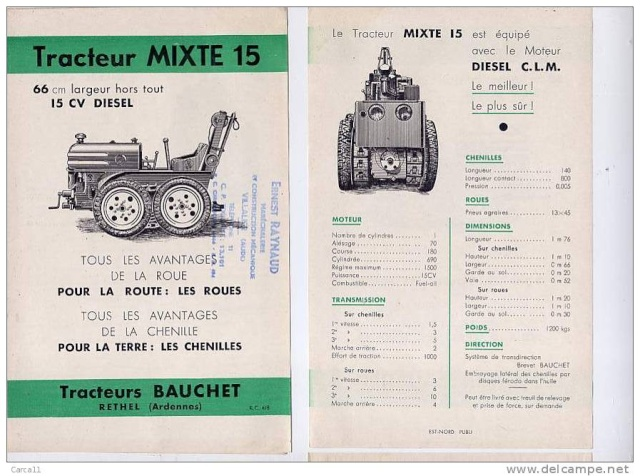
Tracteur Mixte 15 - Tracteurs Bauchet
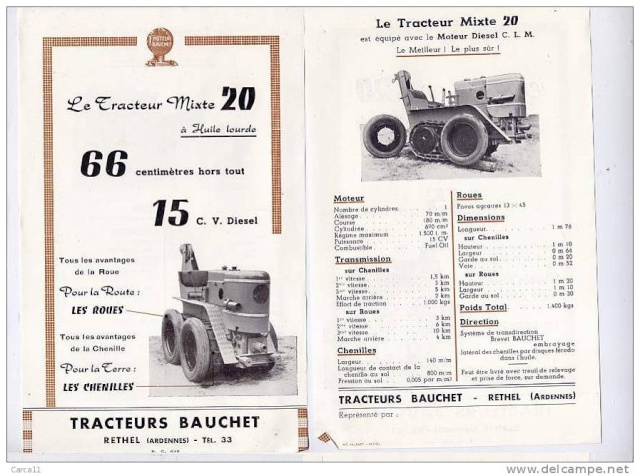
Tracteurs Bauchet, Rethel - Tracteur Mixte 20, Diesel

## La première péniche à moteur
Durant la guerre de 14-18, l'usine fut déplacée et installée à Sens, sur les bords de l'Yonne, ou les péniches étaient tirées par des chevaux qui, le soir venu, étaient « logés » à bord et dont la présence n'était pas toujours appréciée des occupants.
C'est ainsi que naquit grâce à Henry Bauchet et son génie inventif, la première péniche à moteur.

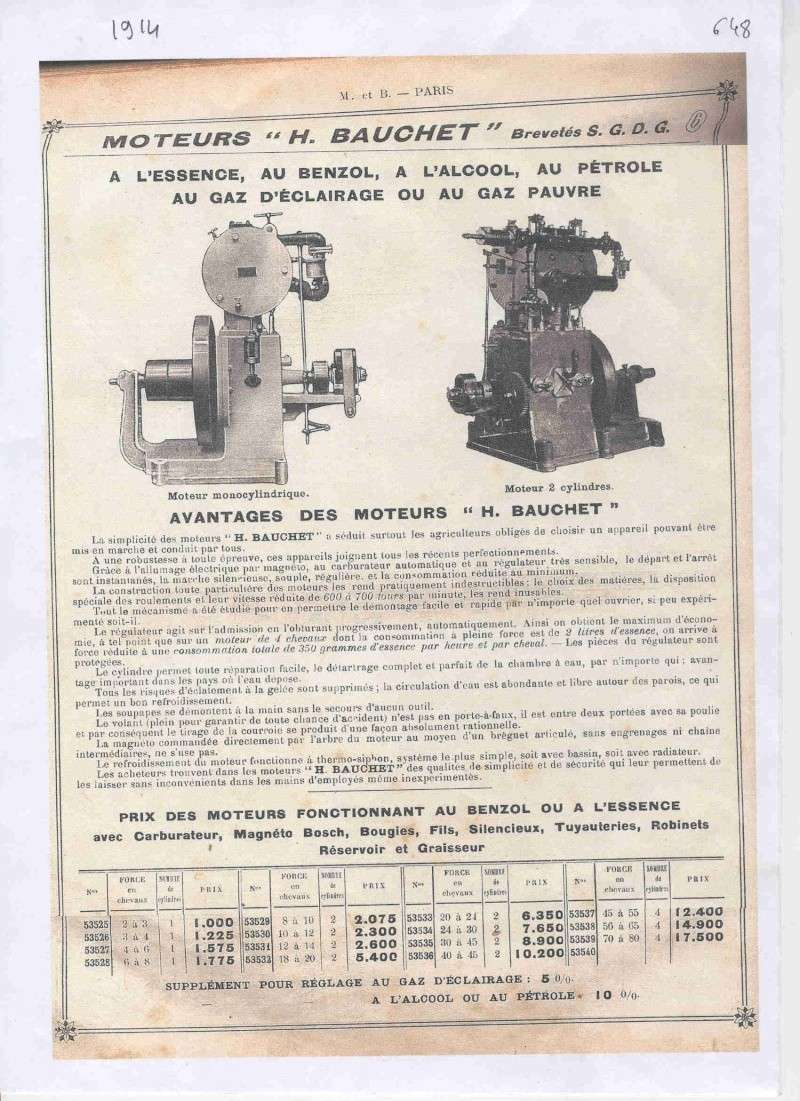
Moteur Bauchet, Essence, Benzol, Alcool, Petrol, Gaz d'éclairage ou gaz pauvre, monocylindre ou bi-cylindre, brevet SGDG
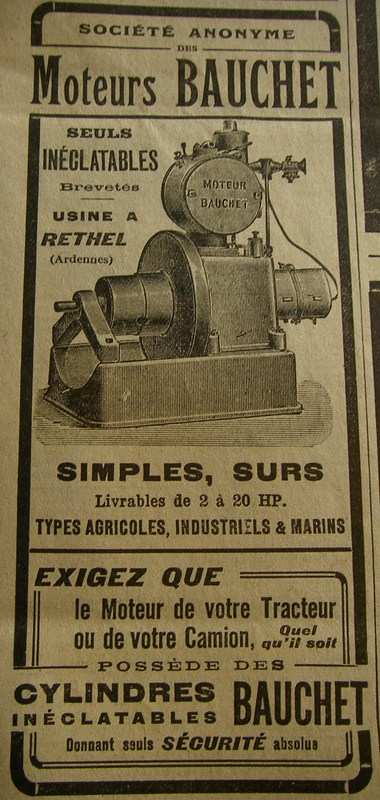
Moteur Bauchet, agricoles, industriels, marins, usine Rethel, Ardennes

## Installation à Lyon
Durant la Deuxième Guerre mondiale, l'occupation allemande et l'armistice du 22 juin 1940, Henri Bauchet installe ses bureaux en zone libre, a Lyon, au 1 rue Jeanne-d'Arc, la production restant localisée à Rethel, sa ville natale.

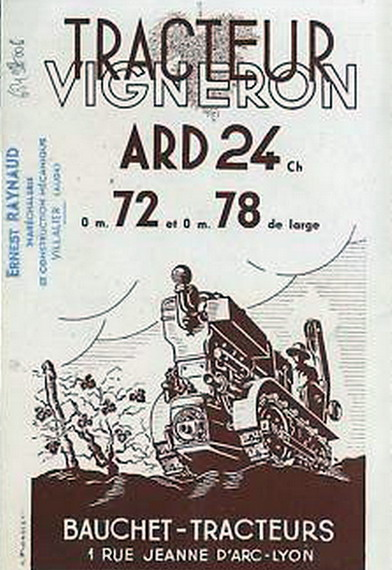
Tracteur à chenilles Vigneron ARD24 Bauchet-Tracteurs Rethel (Ardennes, France), Lyon
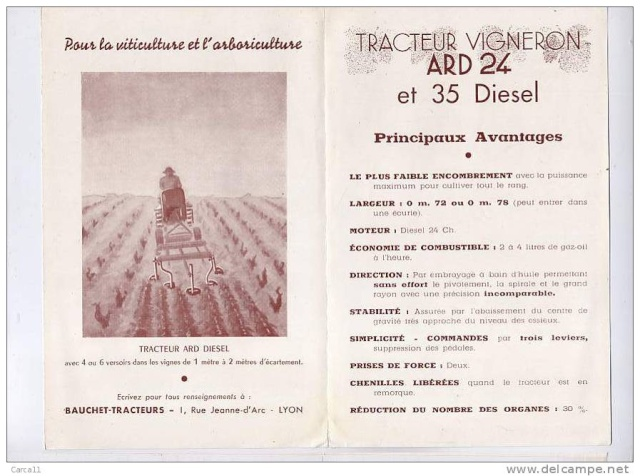
Tracteur Vigneron ARD 24 et 35 diesel- Bauchet-Tracteurs, Lyon - viticulture et arboriculture
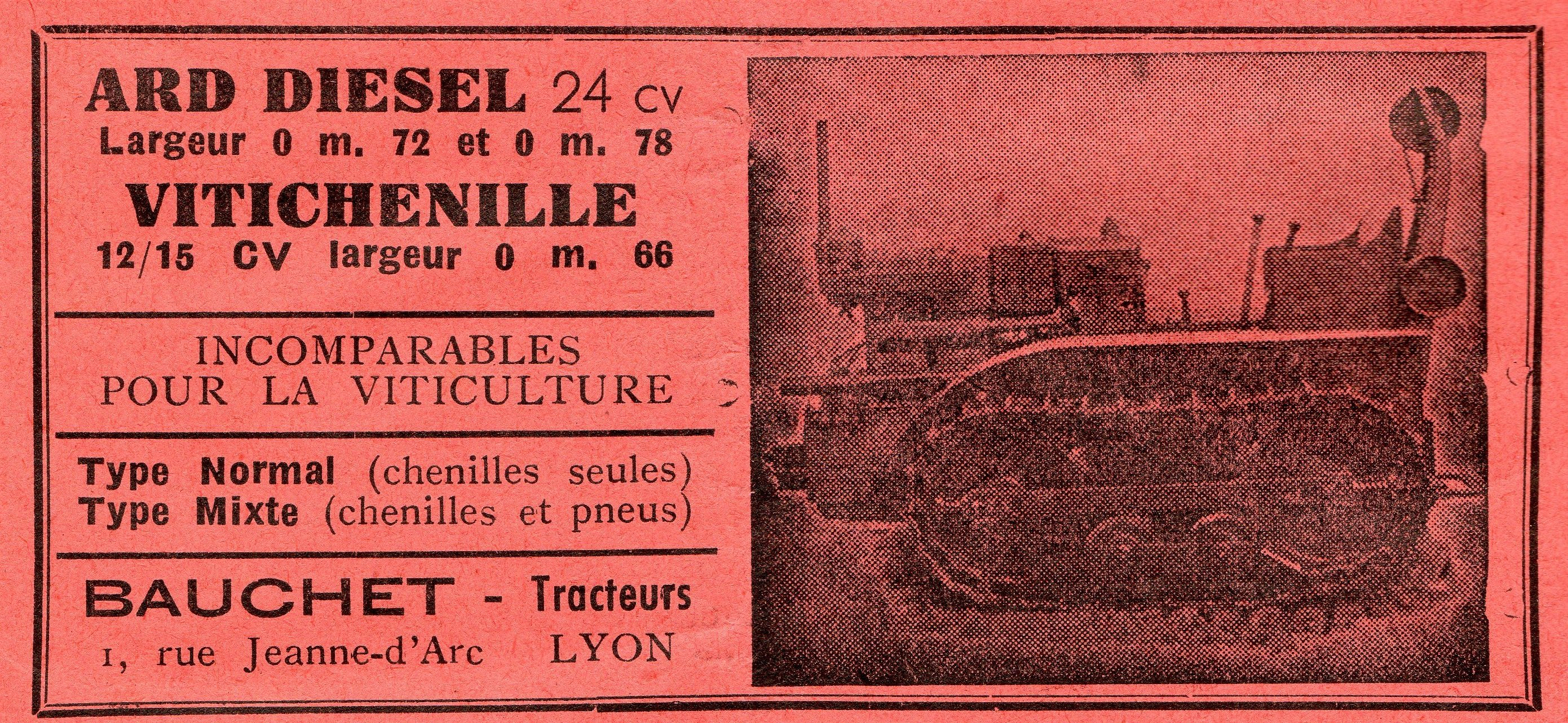
Tracteur Vitichenille ARD 24- Bauchet-Tracteurs, Lyon
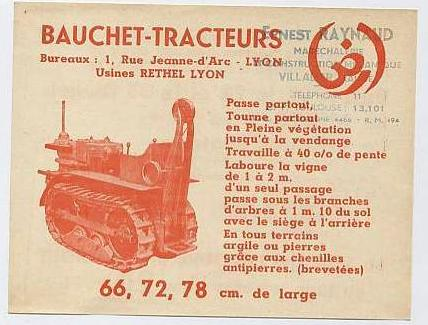
Tracteur vigne, chenilles anti-pierres, Bauchet-Tracteurs, Lyon
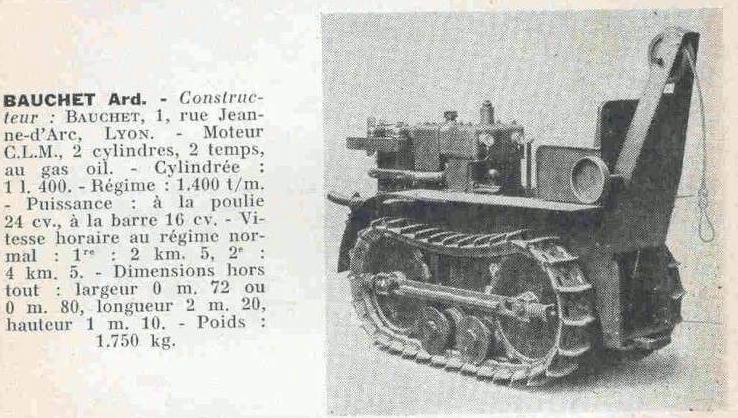
Tracteur Bauchet, Lyon
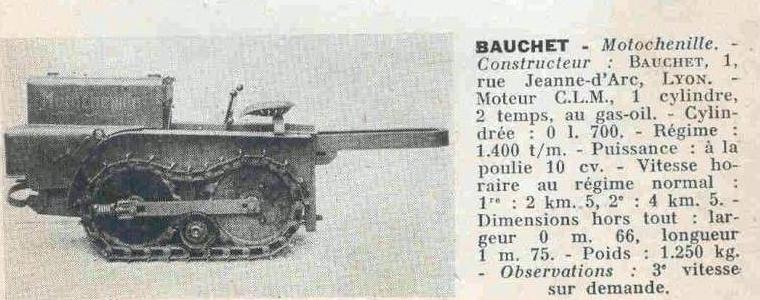
Motochenille Bauchet-Tracteurs, Lyon
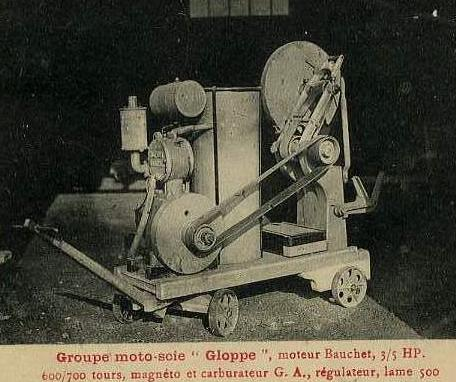
Groupe Moto-scie « Gloppe », moteur Bauchet

## La fin de l'aventure motorisée
C'est au milieu des années 1960 (1968 ou 1969) que la production des tracteurs fut définitivement arrêtée et que l'usine fut reconvertie dans la mécanique générale.
L'usine a fermé définitivement ses portes dans les années 1990.

## Victime de l'automobile
Après une vie consacrée a l'automobile, en 1963, à Valence, il fut renversé à pieds par une voiture, qui le laissa avec une légère claudication.
Une rue lui est dédiée à Rethel.